# Cerro Daudet
Pour les articles homonymes, voir Cerro.
Le cerro Daudet est une montagne de Patagonie, situé à la frontière entre l'Argentine et le Chili. Il culmine à 1 442 mètres.

## Géographie
Avec le cerro Stokes, il abrite le glacier Dickson qui s'étend du champ de glace Sud de Patagonie jusqu'au lac Dickson situé au nord du parc national Torres del Paine. Le sommet est étroit et les pentes sont raides avec des dénivelés de 300 mètres voire davantage.

## Histoire
Le cerro Daudet, au centre du conflit frontalier entre le Chili et l’Argentine, représente un enjeu et un repère géographique lors de l’accord entre les deux pays le 16 décembre 1998 sur le tracé de la frontière.